# Ormberget-Hertsölandet
La réserve naturelle Ormberget-Hertsölandet (en suédois Ormberget-Hertsölandet) est une réserve naturelle située dans l'archipel de Luleå, comté de Norrbotten, au nord de la Suède.

## Description
La réserve naturelle municipale est protégée depuis 2009 et s'étend sur 21,6 kilomètre carrés.
La réserve comprend une grande partie de Hertsölandet et une partie d'Ormberget.
Au milieu de la réserve se trouve le lac Hertsöträsket. Été comme hiver, de nombreuses personnes y viennent pêcher.
Les forêts et les tourbières sont importantes pour de nombreuses espèces qui ont besoin de forêts anciennes et d'une nature protégée pour survivre.

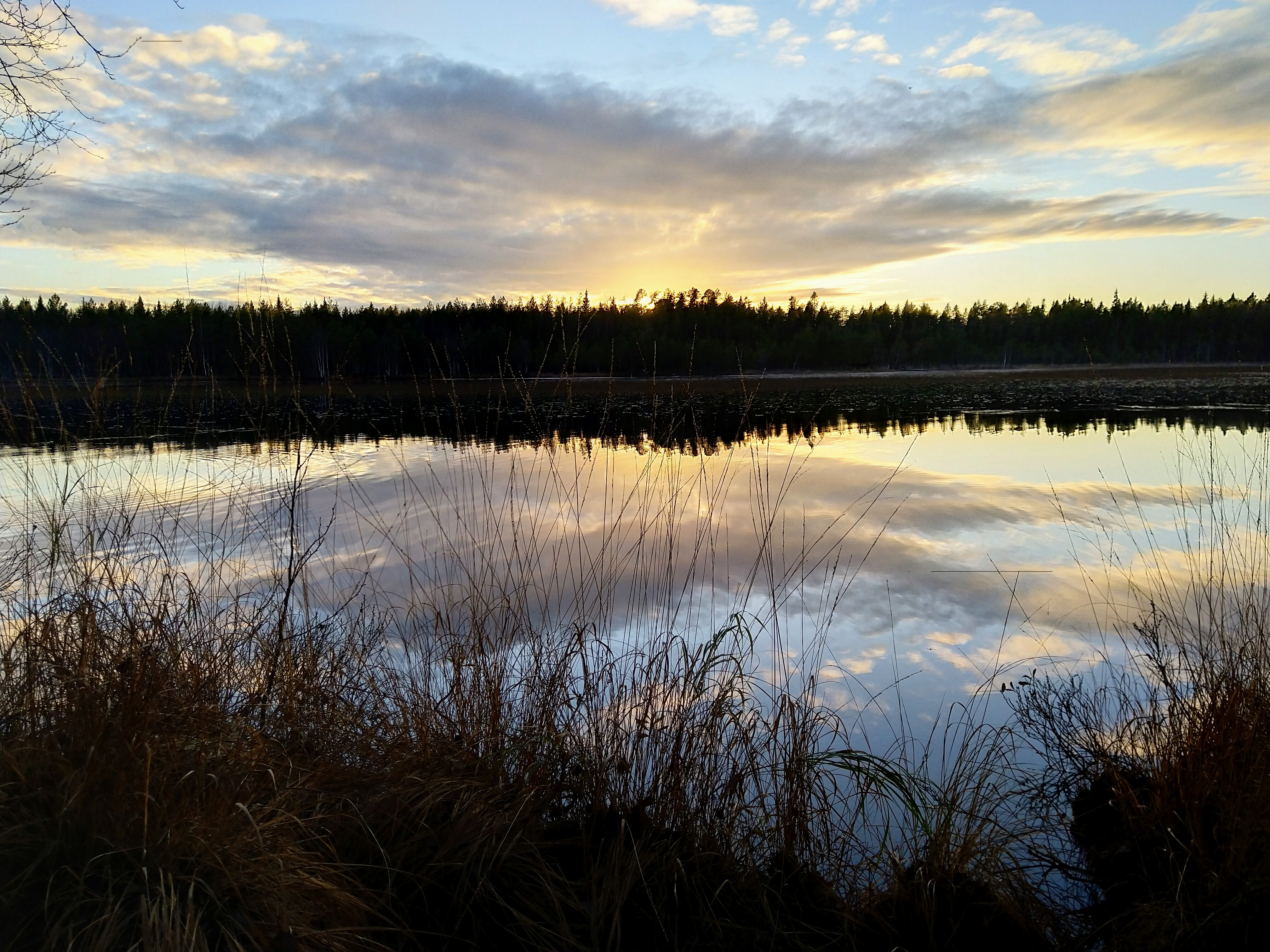
Le lac Hertsöträsket.